# 1033
Năm 1033 là một năm trong lịch Julius.